# メットライフ・ビルディング

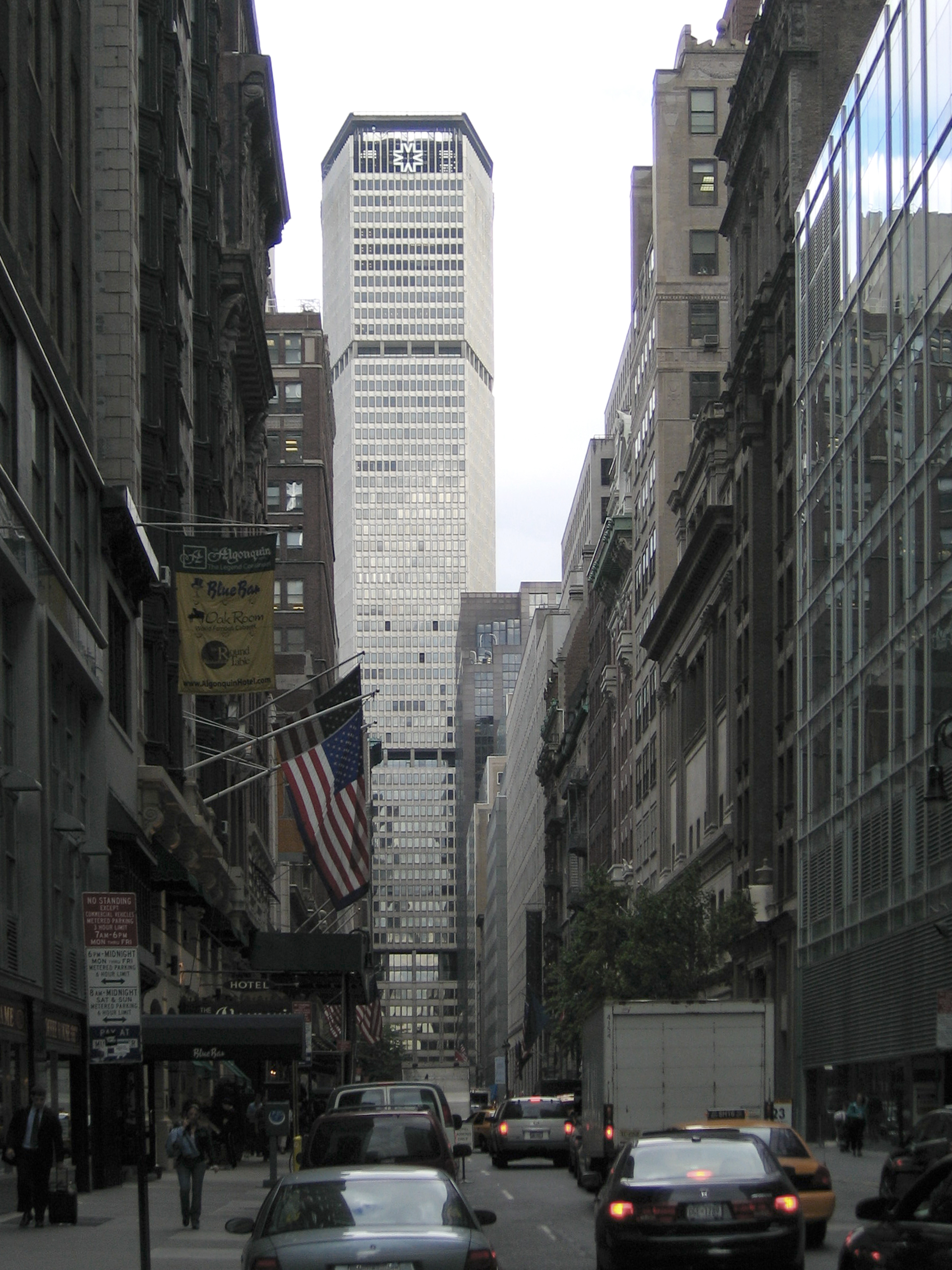
東側の44番通りから見たビルの外観

メットライフビル (英語: MetLife Building) は、ニューヨークのパーク街200号にある超高層ビル。かつてパンナムビル (Pan Am Building) と呼ばれていた。

## 歴史

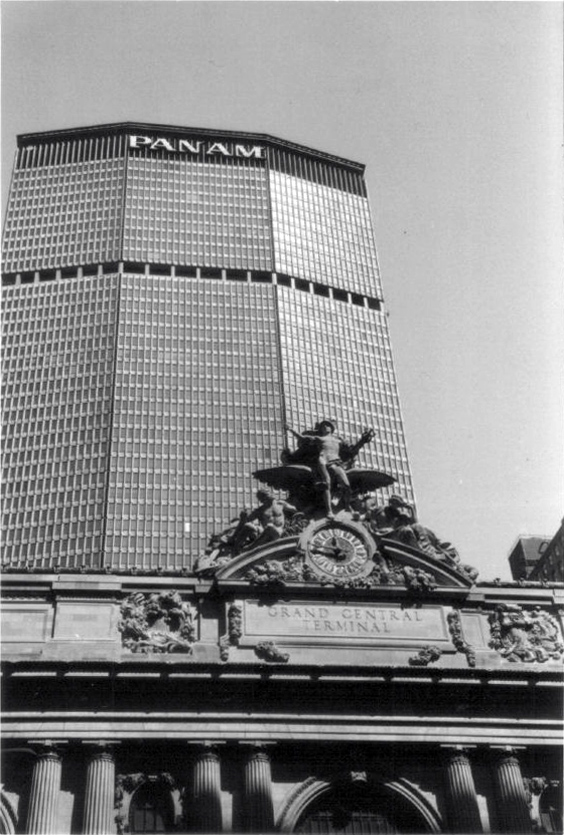
パンナムビル時代（1980年代）

パンナムビルは、パンアメリカン航空（パンナム）の本社ビルとして1963年3月7日にオープンした。その当時としては、世界一高い商業オフィスビルであった。マンハッタンのスカイラインの重要な一角であり、アメリカ50大ビルの一つである。設計はバウハウスの校長であり、モダニズム建築の巨匠とされるヴァルター・グロピウスとピエトロ・ベルスキらの共同設計である。
パンナムが長年にわたってこのビルを所有しており、ビルの南北の面に「PAN AM」のロゴタイプが、東西の面にはパンナムの商標である地球儀のロゴマークが描かれており、このビルは世界の航空業界をリードしていたパンナムの繁栄の象徴だった。しかし、1970年代後半になると航空規制緩和法（ディレギュレーション）の影響を受けてパンナムの経営は急速に悪化し始め、パンナムはビルを売却せざるを得なくなり、1981年、生命保険会社のメトロポリタン・ライフ・インシュアランス（Metropolitan Life Insurance Company、メットライフ）にビルを売却。
1991年にパンナムが事業を停止した時、メットライフは南北にあったパンナムのロゴを自社のロゴに置き換え、ビル名も「メットライフビル」に改名した。2005年、メットライフはビルを17億2000万ドルで売却。アメリカ合衆国のオフィスビルとしては最高金額を記録した。購買者はTishman Speyer Propertiesの合弁会社とニューヨーク市従業員退職年金基金、ニューヨーク市教員退職年金基金であった。
このビルはパンナムビル時代、ジョン・F・ケネディ国際空港へのヘリコプターサービスでも知られ、屋上のヘリ発着場から7分で空港まで行くことができた。このサービスは1965年12月21日から1968年2月18日と、1977年の数か月の間のみ行われた。しかし、死者5人を出した事故が発生し、このサービスは終了した。1977年5月16日、故障した降着装置が原因で、まだローターの回転していたヘリコプターS-61が転覆し、ヘリを待っていた客4人が死亡。死者の中にはエクスプロイテーション映画製作者のマイケル・フィンドレイが含まれていた。さらに、ビルの周辺に飛んでいったローターの破片により、マディソン街と43番通りの角にいた歩行者1人が死亡した。このほかに2人が重傷を負った。
このビルの歴史でもう一つの有名な出来事は、1975年2月3日に起きたエリ・M・ブラックの自殺である。ユナイテッド・フルーツ（現・チキータ社）のCEOであった彼は、かばんで窓を壊し、44階から飛び降りてパーク・アベニューに落下し死亡した。この出来事は1994年の映画『未来は今』で登場する類似した自殺シーンの基になった。
日本においては、パンナムビル時代の1977年から1984年にかけてクイズ番組である『アメリカ横断ウルトラクイズ』（日本テレビ）の決勝戦が、本ビルの屋上で行われたことで特に知られている。

## ビルの概要
このビルはグランド・セントラル駅の駅舎のすぐ北側にあり、ビルの直下には二層構造の巨大な駅施設がある。
このビルの最も有名な「居住者」は、ビルに巣を構えハトを餌としていたロイスとクラークという愛称を持った2匹のハヤブサで、スーパーマンの二人のメインキャラクターの名前から付けられた。

## 統計

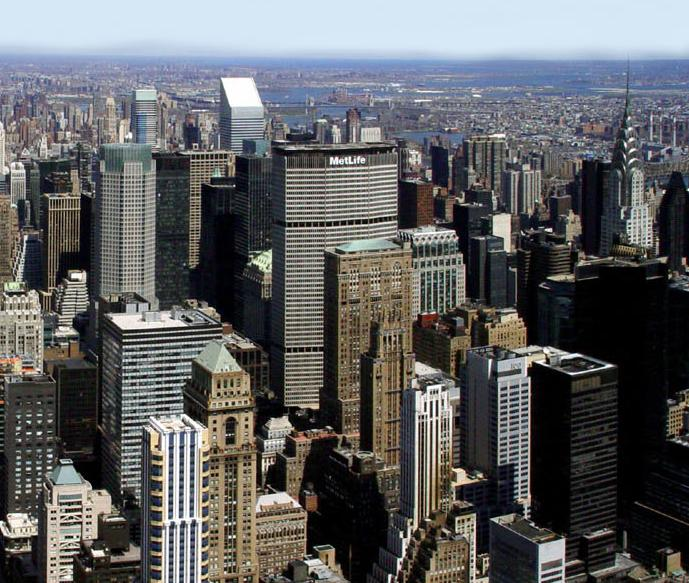
エンパイア・ステート・ビルディングから見えるメットライフビル（2005年）

- 高さ：246.6m
- 階層：58階（地上）
- 床面積：260,000m²

## テナント
メトロポリタン・ライフ・インシュアランスの本部のほかに、メットライフビルにはDreyfus Corporationの本部、Greenberg Traurigの最大の事務所、バークレイ銀行のニューヨーク事務所、CB Richard Ellis、Gibson、Hunton & Williams、Winston & Strawnなど、多くの大手企業が入居している。
日本企業では三井物産の米国本店（Mitsui & Co. USA, Inc.）が、1963年の建物開設当初から入居していて、35階と36階の２フロアを占有する。

### 日本語
- 20世紀時刻表歴史館
  - 時刻表にみるパンナムとヘリコプター

### 英語
- （英語）Official page
- （英語）The Midtown Book
- （英語）The Pan Am Building and the Shattering of the Modernist Dream[リンク切れ] by Meredith L. Clausen (MIT Press blurb)
- （英語）NTSB accident report of the helicopter accident in 1977

座標: 北緯40度45分12秒 西経73度58分36秒 / 北緯40.75333度 西経73.97667度